# Tricellula aquatica
Tricellula aquatica är en svampart som beskrevs av J. Webster 1959. Tricellula aquatica ingår i släktet Tricellula, divisionen sporsäcksvampar och riket svampar.   Inga underarter finns listade i Catalogue of Life.